# Патрульний катер

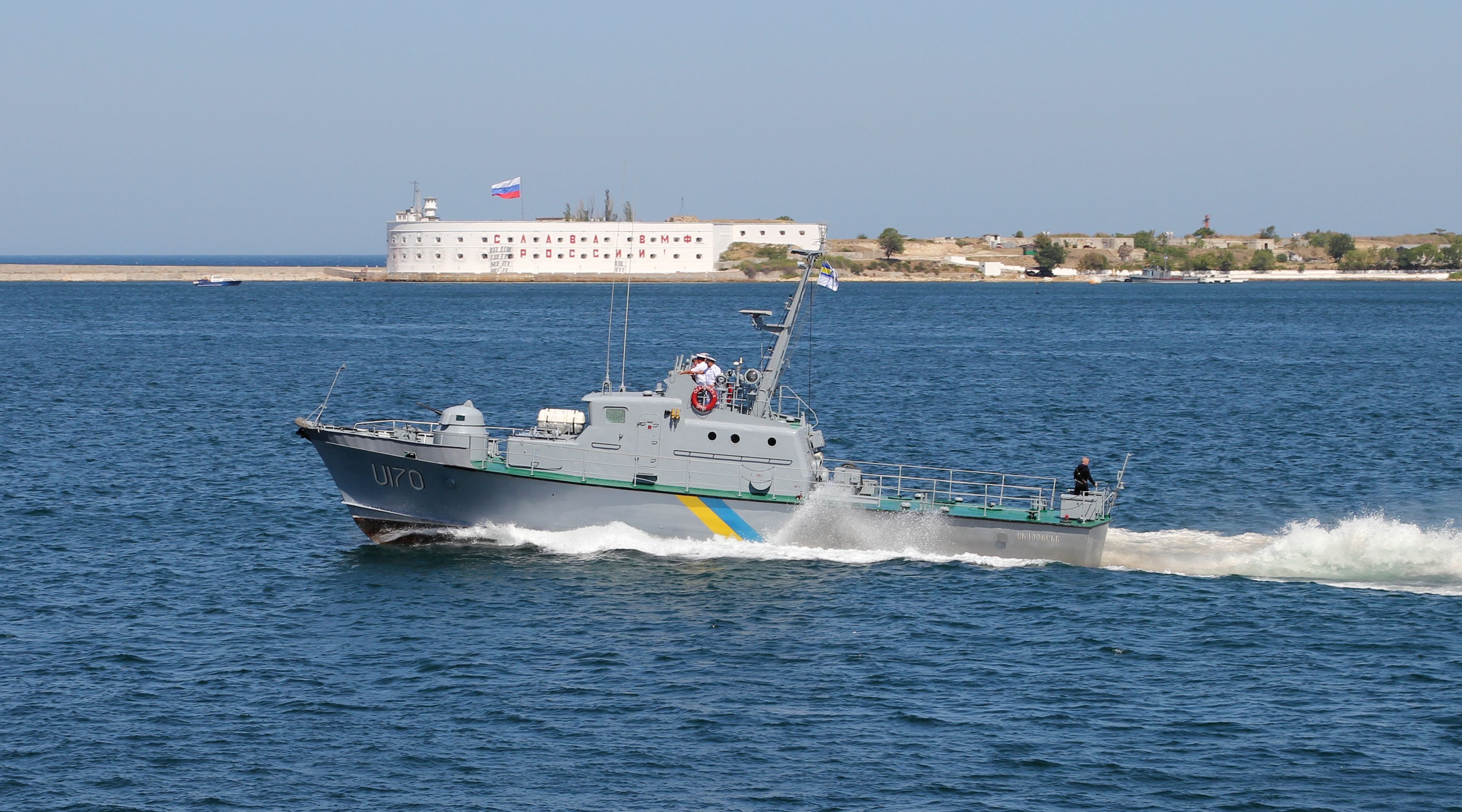
U120 «Скадовськ» ВМС України в Севастопольській бухті

Патру́льний ка́тер (англ. Patrol boat) — клас швидкохідних маломірних бойових кораблів у флотах іноземних держав, призначений для патрулювання, ескортування і виконання інших завдань в прибережних водах. У ВМС низки країн патрульні катери входять в клас патрульних кораблів (англ. Patrol vessels). У Військово-морських силах України патрульним катерам відповідає клас артилерійські катери.

## Історична довідка
Досвід Першої світової війни показав, що однією з основних загроз на морі стали підводні човни. Для охорони великих бойових кораблів і транспортних суден на переході морем були покладені на есмінці і міноносці. Проте досвід боротьби з підводними човнами виявив необхідність створення нового класу легких кораблів, менш великих і дорогих, ніж міноносці. Вони призначалися для охорони з'єднань кораблів і конвоїв від атак підводних човнів, торпедних катерів і несення дозорної служби.
В результаті, в Англії з 1915 року почали будувати патрульні кораблі типу Р тоннажем близько 600 тон і швидкістю ходу 23 вузлів. На озброєнні вони мали 102-мм і 40-мм гармати, глибинні бомби і торпедні апарати. У США в 1918 році було закладено серію патрульних катерів типу «Ігл» водотоннажністю 500 тонн і швидкістю ходу 18 вузлів. Вони мали на озброєнні 102-мм і 76-мм гармати та бомбомет. У російському флоті в 1917 році було закладено серію посильних суден чотирьох різних типів — «Кобчик», «Голуб», «Бекас» і «Філін» водотоннажністю від 350 до 530 тонн і швидкістю до 15 вузлів. Кораблі озброювалися гарматами калібром 75 або 102 мм, на деяких з них додатково встановлювали малокаліберні зенітні гармати. В жовтні 1917 року їх класифікували як новий клас — сторожові судна.

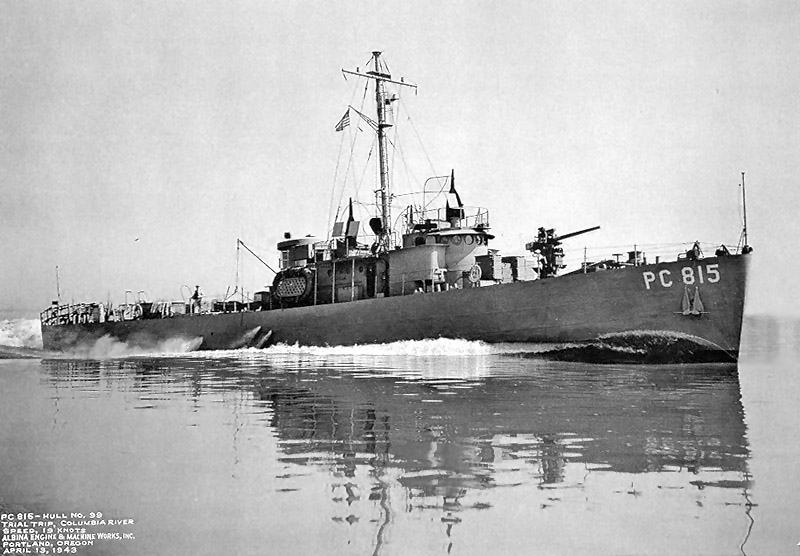
Катер PC-815 ВМС США, 13 квітня 1943 року

Подальший розвиток патрульні катери отримали під час Другої світової війни — вони були наймасовішим типом суден, які випускалися в цей період. Частина американських патрульних катерів була передана СРСР за програмою ленд-лізу: усього було отримано 76 катерів типу SC-110 (за радянською класифікацією — великі мисливці типу БО-1 і БО-2) і 60 одиниць малих мисливців типу МО-1. Побудовані фірмою «Елко», патрульні катери типу SC-110 мали водотоннажність 126 тонн, 40-мм гармату «Бофорс», два 20-мм автомати «Ерлікон», два реактивні бомбомети «Хеджехонг» і два штокових бомбомети. При такому озброєнні корабель міг пройти 1800 миль на швидкості 20 вузлів.
Слід зазначити, що у ВМФ СРСР з кінця 1930-х років надходили на озброєння морські мисливці проєкту 122А (корабель морської прикордонної охорони розроблений на замовлення НКВС), а пізніше малі мисливці МО-2 і МО-4, водотоннажністю 56 тонн, з повною швидкістю 25,5 вуза. Озброєння цих кораблів включало дві 45-мм гармати та два бомбоскидачі з глибинними бомбами.
Третім етапом розвитку патрульних катерів в ВМС США, а слід за ним і в флотах інших держав, став період локальних конфліктів 1950-х-1960-х років. Ознакою цього етапу стало зменшення тоннажу і озброєння катерів на користь їх швидкохідності та маневровості. Двома основними типами багатофункціональних швидкохідних катерів періоду в'єтнамської війни стали патрульні катери типу «Свіфт» (клас F) і «Плестік» (клас PBR). Надалі 104 катери типу F і 293 типу PBR були передані Південному В'єтнаму, 9 і 25 відповідно — Камбоджі, 12 і 37 — Таїланду, 26 — Філіппінам, 28 — Ізраїлю, 7 — Заїру та ін.
У ВМФ СРСР в післявоєнний період патрульні катери розвитку не зазнали, через те, що основна увага була спрямована на будівництво ударних — торпедних, а пізніше ракетних катерів, а функції ПЧО в ближній зоні були покладені на новий клас бойових кораблів — малі протичовнові кораблі. Аналогом патрульних катерів стали сторожові катери морських частин прикордонних військ — малі бойові кораблі, призначені для охорони державного кордону, територіальних і внутрішніх вод, сприяння охороні рибних та інших багатств континентального шельфу.

## Застосування патрульних катерів сьогодні
Сьогодні до класу патрульний катерів відносять швидкохідні високоманевровні катери тоннажем 10-500 тонн, як правило з динамічним принципом підтримки, що дозволяє розвинути швидкість 30-50 вузлів, легким артилерійським або кулеметним озброєнням.

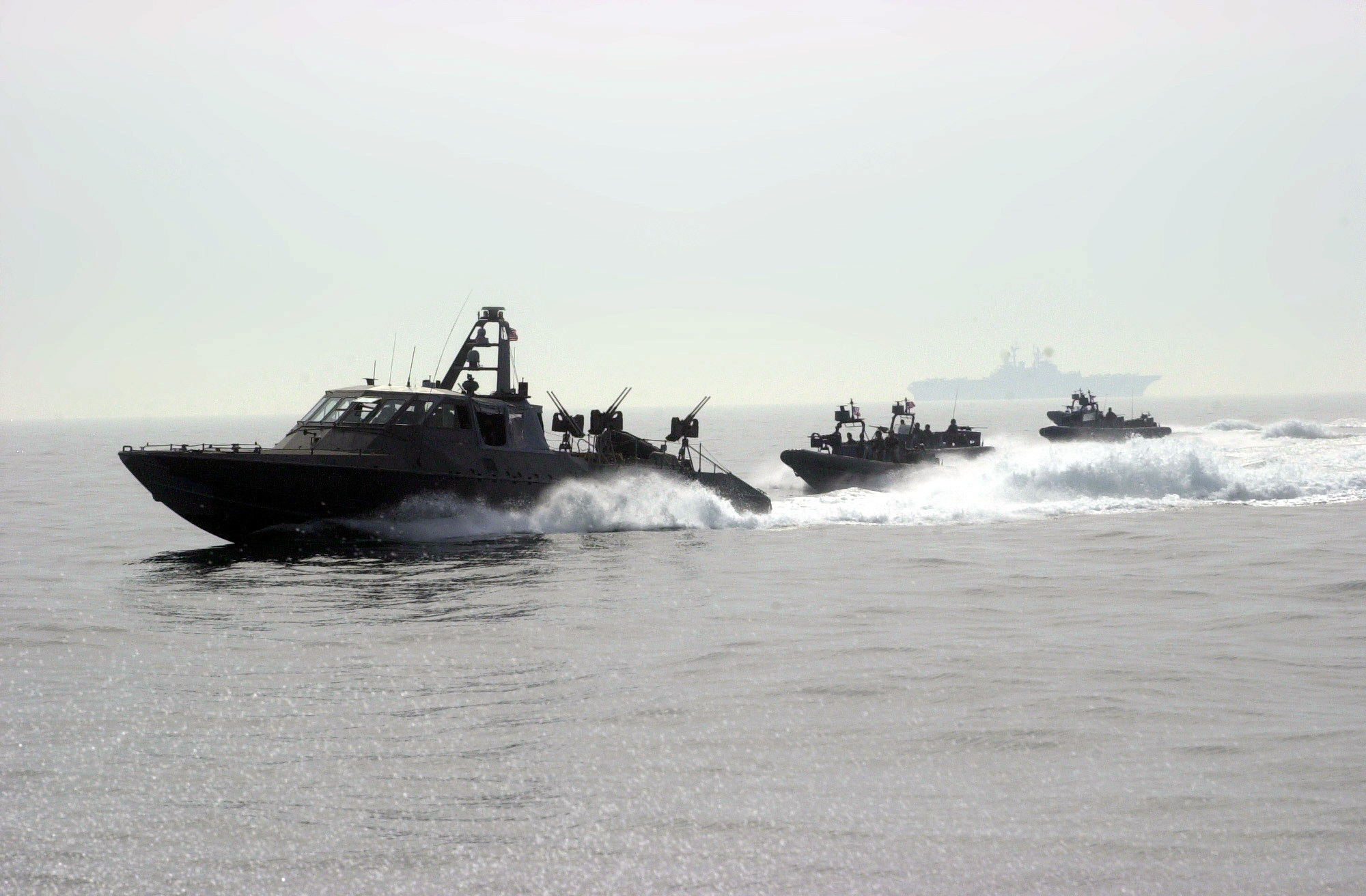
Малий патрульний катер Mk5 Special Operations Craft і жорстконадувні катери RHIB ССО США

Використовуються для несення дозорної (патрульної) служби в прибережній зоні, боротьби з торпедними, сторожовими та артилерійськими катерами противника, охорони територіальних вод, проведення поліційних, митних, рибоохоронних та спеціальних операцій. Стоять на озброєнні військово-морських сил і берегової охорони.
За тоннажем розділяються на великі та малі катери, межею між якими є водотоннажність приблизно 100 тонн. В окремий підклас малих патрульних катерів виділяються жорстконадувні гумові катери типу RIB (від англ. Rigged Inflatable Boats), легкі патрульні катери типу Mk5 «Пегас» i SOC-R (англ. Special Operations Craft-Riverine) та їх аналоги.
У Військово-морських силах України клас патрульних катерів відсутній. Йому відповідає клас артилерійських катерів (представлений одним АКА «Скадовськ» проєкту 1400М «Гриф»). В частинах Державної прикордонної служби України аналогічні катери віднесені до класу прикордонних сторожових катерів (всього 12 одиниць). До цього ж класу відносяться також катери проєкту 14670 «Гурзуф» (2 одиниці) і проєкту 58030 «Калкан» (17 одиниць).